# 馬利特 (密歇根州)
馬利特（英語：Marlette）是一個位於美國密歇根州薩尼拉克縣的城市。

## 人口
根據2020年美國人口普查的數據，馬利特的面積為4.19平方千米，當中陸地面積為4.18平方千米，而水域面積為0.01平方千米。當地共有人口1855人，而人口密度為每平方千米443人。